# 特里爾鎮區 (北達科他州卡弗利爾縣)
特里爾鎮區（英語：Trier Township）是位於美國北達科他州卡弗利爾縣的一個鎮區。

## 地方資料
特里爾鎮區的面積為83.58平方千米，當中陸地面積為78.60平方千米，而水域面積為4.98平方千米。根據2020年美國人口普查的數據，當地共有人口37人，而人口密度為每平方千米0.44人。